# 도널드 V. 베넷
도널드 V. 베넷(Donald V. Bennett, 본명: 도널드 비비안 베넷, Donald Vivian Bennett, 1915년 5월 9일 – 2005년 11월 28일)은 1974년 미국 육군에서 4성 장군으로 퇴역했다. 미시간 주립 대학교를 2년 동안 다녔으나 그 후 1940년 미국 육군사관학교에 다니다 졸업했다. 베넷은 그 후 제2차 세계대전 북아프리카, 시칠리아, 그리고 유럽 대륙 침공에 해외 복무했다. 베넷은 공로로 수훈십자장 (미국)과 두 개의 퍼플 하트 훈장을 받았다. 오하이오주 레이크사이드에서 태어나 노스캐롤라이나주 애슈빌에서 은퇴했다. 오하이오주에서 군 복무를 시작했다.
1972년 9월부터 1973년 7월까지 주한 미군 사령관을 역임했다.